# Phare de Punta Tehuelche
Le phare de Punta Tehuelche (en espagnol : Faro Punta Tehuelche) est un phare actif situé sur la Péninsule Valdés (Département de Biedma), dans la Province de Chubut en Argentine.
Il est géré par le Servicio de Hidrografía Naval (SHN) de la marine .

## Histoire
Le phare a été mis en service le 17 décembre 1949  dans le Golfe San José (es). Le nom vient du nom de la tribu  Tehuelches, des Amérindiens qui vivaient à cet endroit.
Le 22 janvier 1985, son ancienne lampe au gaz d'acétylène a été remplacée par l’énergie solaire, une installation composée de panneaux solaires photovoltaïques et de batteries.

## Description
Ce phare  est une structure quadrangulaire à claire-voie en béton armé, avec une plateforme et une lanterne de 12 m de haut. La tour est peinte en blanc avec des bandes horizontales noires sur les jambages. Il émet, à une hauteur focale de 35 m, trois éclats blancs par période de 20 secondes. Sa portée est de 10.8 milles nautiques (environ 20 km).
Identifiant : ARLHS : ARG-059 - Amirauté : G1048.8 - NGA : 110-19636.
|                                 |
| Localisation : Péninsule Valdez |

### Lien connexe
- Liste des phares d'Argentine